# Guy Van Waas
Guy Van Waas (* 15. April 1948 in Molenbeek (Brüssel)) ist ein belgischer Dirigent, Klarinettist und Organist.

## Leben und Wirken
Van Waas, Sohn eines Kunstmalers und Amateurgeigers, studierte Klarinette bei Jean Tastenoe am Königlichen Konservatorium Brüssel und Cembalo bei Robert Kohnen am Konservatorium in Mons.  Bei Walter Weller am Salzburger Mozarteum studierte er Orchesterleitung. Erste Anstellungen hatte er als Soloklarinettist an der Brüsseler Oper La Monnaie und von 1977 bis 1991 beim in Sinfonieorchester des RTBF, dem französischsprachigen belgischen Rundfunk.
Seit seinem früh erwachten Interesse für die historische Aufführungspraxis, spielte er in erster Linie die historische Klarinette sowie deren Varianten Chalumeau und Bassetthorn. Er arbeitet regelmäßig als Klarinettist mit dem Orchester des 18. Jahrhunderts von Frans Brüggen, der Akademie für Alte Musik Berlin, dem „Orchestre des Champs-Elysées“ und weiteren namhaften Ensembles. Mit Bläserkollegen gründete er 1992 das „Das Reicha’sche Quintett“.
Internationale Aufmerksamkeit als Dirigent erfuhr Van Waas, als unter seiner Leitung das Concerto Köln eine Sinfonie, des jung verstorbenen spanischen Komponisten Juan Crisóstomo de Arriaga eingespielt wurde. Seitdem ist er Gastdirigent mehrerer spanischer Orchester.
Seit 2001 ist Guy Van Waas Chefdirigent des Barockorchesters der französischen Gemeinschaft Belgiens, Les Agrémens. Mit diesem Ensemble hat er bis 2015 12 CD-Einspielungen vorgenommen, unter anderem mit zum Teil vergessenen Werken wallonischer Komponisten wie André Grétry, Dieudonné-Pascal Pieltain, Antoine-Frédéric Gresnick oder François-Joseph Gossec. Eine dem Lütticher Opernkomponisten Grétry gewidmete Einspielung, die mit der Sopranistin Sophie Karthäuser aufgenommen wurde, erhielt in Frankreich, die Auszeichnung Diapason d’or.
Neben dem Engagement bei „Les Agrémens“ leitet er als Gastdirigent zahlreich namhafte europäische Kammerorchester. Eine seiner Leidenschaften ist das Orgelspiel, so ist er seit 2004 Titularorganist der Karmeliterkirche in Brüssel. Guy Van Waas war bis zu seiner Pensionierung Dozent für Kammermusik am königlichen Konservatorium in Mons.

## Diskografie (Auswahl)
- Joseph Haydn: Symphonien Nr. 82 & Nr. 86 & Ludwig August Lebrun: Oboenkonzert (Ricercar, 2010)
- André-Ernest-Modeste Grétry: Céphale et Procris ou L’amour conjugal, Ballet-héroique 1773 (Ricercar, 2010)
- Rodolphe Kreutzer: La mort d’Abel 1890, Tragédie-lyrique (Glossa, 2012)
- Antoine Dauvergne: La Vénitienne, Opéra-ballet (Ricercar, 2012)
- François-Joseph Gossec: Thésée, Tragédie-lyrique (Ricercar, 2013)
- André-Ernest-Modeste Grétry: La caravane du Caire, Comédie-lyrique (Ricercar, 2013)
- Jean-Philippe Rameau: Le temple de la Gloire, Ballet-héroïque (Ricercar, 2014)
- Carl Maria von Weber: Klarinettenkonzerte Nr.1 & 2, Orchester des 18. Jahrhunderts, Eric Hoeprich, Klarinette (Glossa, 2019)